# 3D mapping

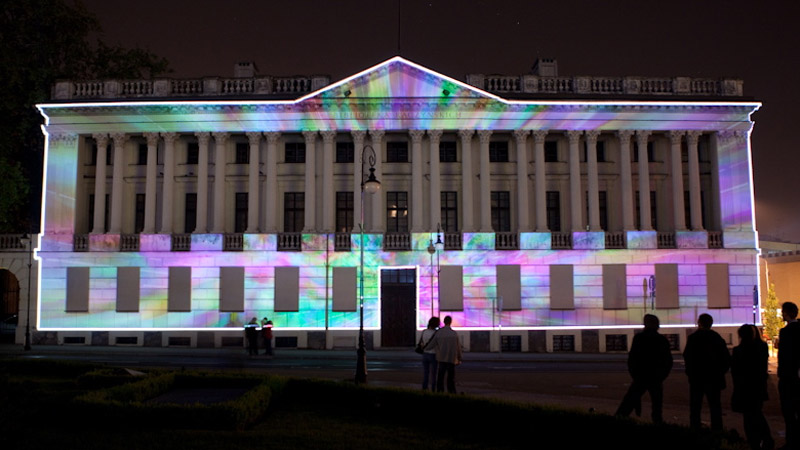
3D mapping budynku

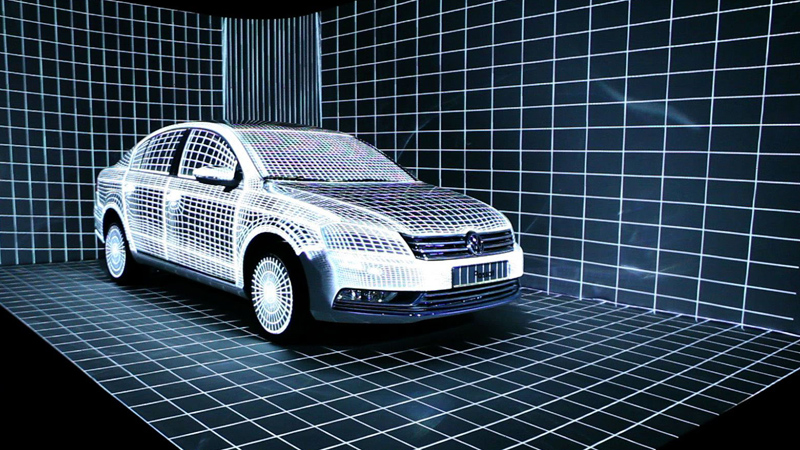
3D mapping samochodu

3D Mapping to projekcja multimedialna, audiowizualny pokaz, performance polegający na wyświetleniu statycznego obrazu lub animacji na prawdziwym trójwymiarowym obiekcie takim jak: budynek, samochód czy elementy scenografii. Dzięki projekcji multimedialnej obejmującej takie efekty specjalne jak zmieniające się cienie na obiekcie, poruszające się elementy architektury, zmiany kolorów, ruchome elementy oświetlanego projektorem („zmapowanego") obiektu, można stworzyć u widza subiektywne odczucie iluzji np. walącego się budynku, poruszającego się samochodu czy podświetlających się krawędzi obiektu. Tym multimedialnym pokazom animacji 3D towarzyszą często specjalnie skomponowana ścieżka dźwiękowa z efektami czy możliwość interakcji z użytkownikami jak reakcja na głos czy gesty widzów.